# Sofronio de Cioara
Sofronio de Cioara (en rumano: Sofronie de la Cioara) es un santo ortodoxo rumano. Fue un monje ortodoxo que advocó por la libertad religiosa de la población rumana de Transilvania. 

## Biografía

### Primeros años
Sofronio nació en la primera mitad del siglo XVIII en el pueblo rumano de Cioara, ahora Săliștea, Transilvania, que en ese momento formaba parte del Imperio Habsburgo austríaco. Su nombre cristiano era Stan y su apellido era Popa (o Popovici, según otras fuentes). Su apellido sugiere que uno de sus antepasados fue sacerdote, ya que en rumano popă significa sacerdote. Sofronio se convirtió en sacerdote ortodoxo y permaneció en Cioara hasta la muerte de su esposa, cuando fue a un monasterio en Valaquia (posiblemente el monasterio de Cozia) donde se convirtió en monje.
Tras convertirse en monje, Sofronio regresó a Cioara y construyó un pequeño monasterio ortodoxo de madera en un bosque cercano al pueblo. Dedicó su vida al monacato hasta 1757, cuando comenzó a liderar el levantamiento pacífico de la población ortodoxa rumana en Transilvania contra la política de los Habsburgo de alentar a todos los rumanos a unirse a la Iglesia greco-católica.

### La religión en la Transilvania de los Habsburgo
El Imperio Habsburgo era un conglomerado de diferentes estados y pueblos. En este conglomerado, la religión católica servía para fortalecer las otras fuerzas de cohesión, dinásticas, el absolutismo, la burocracia y el ejército, proveyendo un instrumento fundamental para la dominación y la unificación. En adición a diferentes medidas designadas para proteger el catolicismo, que en aquel momento era muy débil en una Transilvania predominantemente ortodoxa rumana, los Habsburgo trataron de fortalecerla por otros medios
En 1701, el emperador Leopoldo I de Habsburgo decretó la unificación de la iglesia ortodoxa transilvana con la iglesia ortodoxa rumana. Los transilvanos fueron obligados a convertirse en católicos y adherirse a la recientemente creada iglesia greco-católica, manteniendo su ritual ortodoxo, pero aceptando los cuatro puntos doctrinales establecidos por el Concilio de Florencia entre 1431 y 1445: el Papa es la cabeza suprema de Iglesia, la existencia del Purgatorio, la cláusula Filioque y el uso de pan sin levadura en la comunión.
Primeramente, se debía convencer al clero de las ventajas materiales de esta unión, que significaría para ellos igualdad con el clero católico, con sus ingresos y privilegios. Sin embargo, muchos de los sacerdotes ortodoxos no se incorporaron a la unión.

### El movimiento de Sofronio (1759–1761)
Sofronio, como monje ortodoxo de Transilvania, predicó contra la unión con los católicos y contra la creciente presión ejercida sobre las comunidades ortodoxas para unirse a esta unión. En la primavera de 1757, las autoridades austriacas del pueblo cercano de Vințu de Jos destruyeron el pequeño monasterio de Sofronio en un intento de eliminar la resistencia ortodoxa en Transilvania. Las autoridades también comenzaron a arrestar a todos los miembros del clero ortodoxo que predicaban contra la unión. Para escapar del arresto, Sofronio se vio obligada a abandonar Cioara, pero la comunidad ortodoxa de la región siguió siendo fiel a su religión.
Después de cierta evidencia de descontento popular de los ortodoxos de Transilvania, la emperatriz María Teresa emitió en 1759 su primer Edicto de Tolerancia, que parecía demasiado modesto en escala para las partes involucradas y solo sirvió para aumentar los disturbios.
El 6 de octubre de 1759, Sofronio se dirigió a la comunidad ortodoxa rumana desde Brad, en el condado de Hunedoara, informando a la gente que el Edicto de Tolerancia de la Emperatriz permitía a la población rumana en Transilvania elegir libremente entre la Iglesia ortodoxa y la greco-católica. Las autoridades de Viena se preocuparon y las tropas imperiales persiguieron al predicador. Fue arrestado por las autoridades y encarcelado en Bobâlna. El 13 de febrero de 1760, Sofronio fue liberada por la fuerza, tras la revuelta de unos 600 campesinos rumanos encabezada por Ioan, el sacerdote ortodoxo de Cioara.
Sofronio continuó sus prédicas contra la Unión con Roma en Țara Zarandului y Țara Moților. El 21 de abril de 1760 se dirigió a la comunidad ortodoxa rumana de Zlatna, y el 12 de mayo se dirigió a la de Abrud. El Consejo de Ministros de Austria en Viena, alarmado por su popularidad, decidió el 3 de junio arrestar y luego ejecutar a Sofronio.
El 2 de agosto en la iglesia de Abrud, Sofronio fue de nuevo detenida por las autoridades y trasladado a Zlatna. Después de la revuelta de unos 7.000 campesinos de la zona fue nuevamente liberado por la fuerza y luego custodiado y escondido por los campesinos empleados en las minas reales de Abrud. Durante un tiempo, se declararon virtualmente en rebelión, afirmando abiertamente que el poder de los señores ha llegado a su fin, ahora somos nosotros los amos. Grupos de campesinos se dirigieron a Blaj por lo que el obispo unitario Petru Pavel Aaron se vio obligado a refugiarse en Sibiu.
Del 14 al 18 de febrero de 1761, en Alba Iulia, Sofronio organizó una reunión del Sínodo Ortodoxo de Transilvania, que exigió la total libertad de culto en Transilvania. Las autoridades austriacas enviaron al general Adolf von Buccow para pacificar la región y arrestar a Sofronio, quien, justo antes de ser arrestado, logró escapar a Valaquia, donde tenía muchos simpatizantes. Sofronio permaneció en Valaquia hasta su muerte. Continuó dedicando su vida al monaquismo ortodoxo, como monje en los monasterios de Robaia (1764–1766), Vieroși (1766–1771) y luego al de Curtea de Argeș.
En represalia por la huida de Sofronio a Valaquia, el general Buccow hizo quemar casi todos los monasterios ortodoxos de Transilvania. Sin embargo, continuaron los disturbios y, para restablecer el orden, la Emperatriz emitió un nuevo Edicto de Tolerancia en 1769, que otorgó estatus legal al "Culto de Grecia Oriental" (es decir, a los ortodoxos), convirtiéndolo en una religión oficial en Transilvania. En realidad, las tensiones permanecieron, y solo bajo el emperador José II se introdujo un clima de tolerancia religiosa con la Patente de Tolerancia del 13 de octubre de 1781. Esto resultó en que muchos rumanos regresaran a la Iglesia ortodoxa, lo que demuestra que un elemento de compulsión estaba presente en las conversiones anteriores de muchos de ellos.

### Resultados del movimiento y legado
El movimiento de Sofronio condujo al levantamiento pacífico de la población campesina ortodoxa rumana para cambiar el estado de su Iglesia de solo "tolerada", a pesar de ser la mayoría de la población de Transilvania, a "reconocida oficialmente". Al final, los ortodoxos lograron una notable victoria: el reconocimiento por parte de la corte de Viena de la existencia legal de su iglesia y el nombramiento de un obispo en la persona de Dionisije Novaković. Fue el primer obispo de la población ortodoxa de Transilvania desde 1701, cuando las autoridades habían abolido al metropolitano ortodoxo de Alba Iulia.
El historiador Keith Hitchins propuso una explicación para la fuerte devoción de la gente común a su antigua fe, a pesar de que la Unión con Roma les hubiera traído muchas más ventajas y privilegios.

El movimiento suscitado por Sofronio ofrece información valiosa sobre las nociones populares de comunidad. El clima de opinión que prevalece en el pueblo, como lo revela la resistencia ortodoxa a la Unión con Roma, sorprende como ahistórico, no nacional y, en cierta medida, milenarista. Aquellos que siguieron a Sofronio vieron sus propias vidas en términos del drama bíblico de la caída y redención del hombre. El pasado cristiano era así su presente, continuamente hecho real por las ceremonias religiosas. En cierto sentido, vivían en un presente continuo, en el que antiguas creencias y prácticas eran los modelos de la vida cotidiana. La religión determinaba su marco de referencia terrenal, ya que cada vez que pensaban en pertenecer a una comunidad más grande más allá de la familia o la aldea, se consideraban parte del mundo ortodoxo. Claramente existía una conciencia étnica -eran conscientes de las diferencias entre ellos y los serbios, por ejemplo, y se aferraban a su 'religión de Valaquia'- pero la idea de nación como el contexto natural dentro del cual debían vivir les era ajena.

Los intelectuales vinculados a la Iglesia greco-católica rumana tenían un enfoque diferente al problema de la nación rumana en Transilvania. Poseían un agudo sentido de la historia y pensaban cada vez más en términos de 'nación', creando así un nuevo camino de desarrollo para los rumanos en Transilvania.
El movimiento ortodoxo liderado por Sofronio, centrado en la religión, y el movimiento de los eruditos greco-católicos, centrado en la idea de nación, al final tuvieron efectos complementarios. Ambos mantuvieron viva la conexión entre los rumanos de Transilvania y los de Valaquia y Moldavia y, por lo tanto, ambos pueden verse como pasos importantes dados por los rumanos hacia su unidad nacional.